# Гинкельдей, Карл Людвиг фон
Карл Людвиг Фридрих фон Гинкельдей (нем. Karl Ludwig Friedrich von Hinckeldey; 1 сентября 1805, Вазунген,  Саксен-Мейнинген – 10 марта 1856, Шарлоттенбург (район Берлина)) — начальник берлинской полиции, потом директор департамента полиции в министерстве внутренних дел Пруссии.

## Биография
В 1826 году поступил на прусскую государственную службу. Сначала был асессором в Кельне и Лейпциге, затем стал правительственным советником. С 1848 года – начальник берлинской полиции.
Был любимцем прусского короля Фридриха Вильгельма IV и господствовавшей тогда реакционной партии, благодаря беспощадному преследованию им либералов. Сыграл ключевую роль в формировании курса действий против демократов в период после окончания революции 1848 года в Германии.

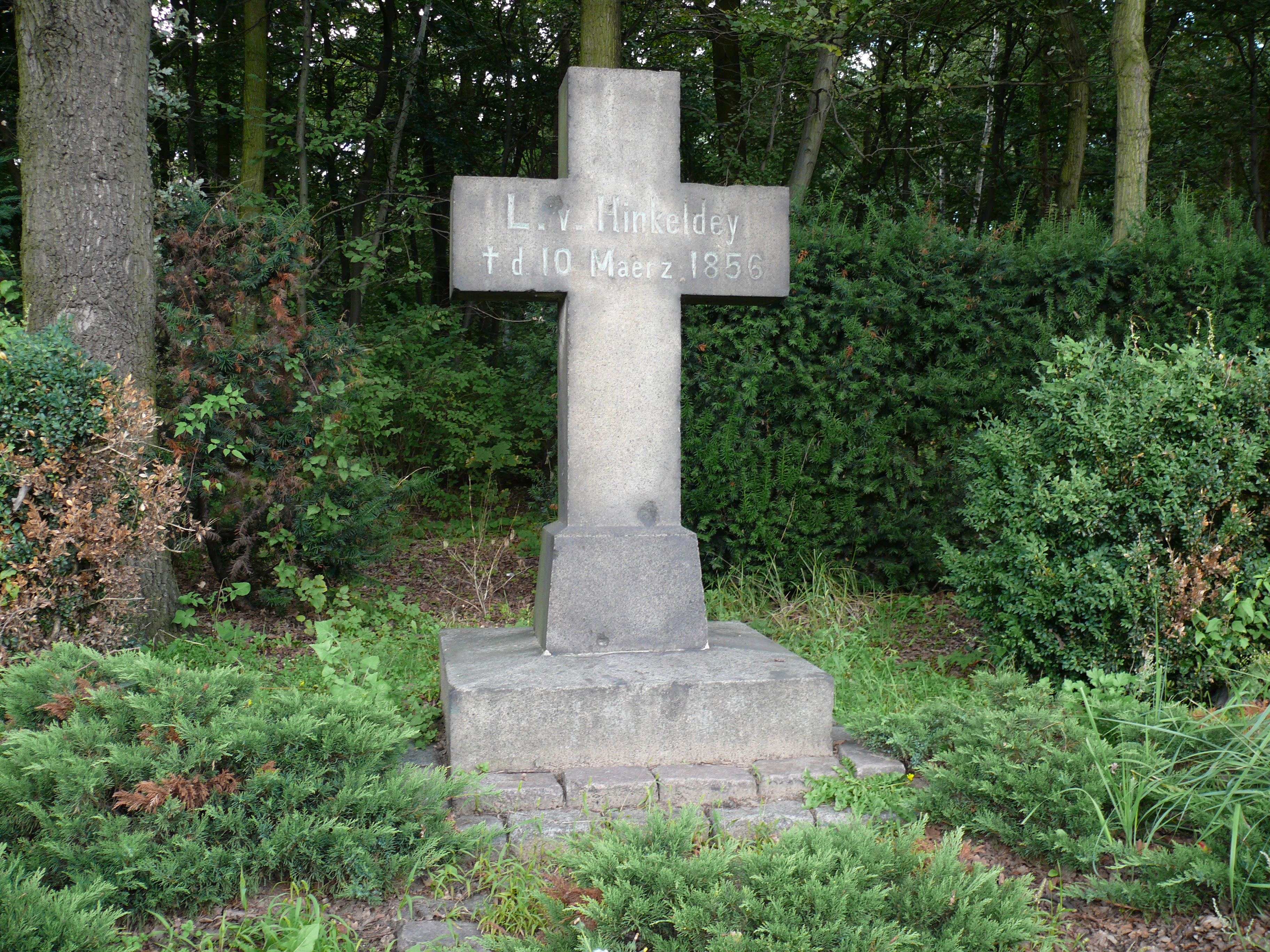
Крест на месте дуэли Гинкельдея

Дворянство не ладило с ним, так как он сохранял строгую беспристрастность. В 1848 году приказал провести нумерацию полицейских в Берлине. Номера носили на цилиндрах , входивших в состав униформы. 
В 1856 г. был убит на дуэли одним из членов закрытого им аристократического игорного клуба. 
Гинкельдей много сделал для призрения бедных и благотворительных учреждений Берлина.